# Frank Schilder
Frank Schilder (Volendam, 6 mei 1991) is een Nederlands voetballer. De verdediger speelde vijf wedstrijden bij FC Volendam.